# رجی جردن
رجی جردن (انگلیسی: Reggie Jordan؛ زادهٔ ۲۶ ژانویهٔ ۱۹۶۸) بازیکن بسکتبال اهل ایالات متحده آمریکا است. از باشگاه‌هایی که در آن بازی کرده‌است می‌توان به آتلانتا هاوکس، پورتلند تریل بلیزرز، مینه‌سوتا تیمبرولوز، هارلم گلوبتراترز، و لس آنجلس لیکرز اشاره کرد. وی در مسابقات کشوری و بین‌المللی در مجموع برندهٔ ۲ مدال طلا شده‌است.